# Calciatore dell'anno (Serbia)
Il Calciatore serbo dell'anno (serbo: Српски фудбалер године, Srpski fudbaler godine) è un premio calcistico assegnato dalla Federazione calcistica della Serbia al miglior calciatore serbo dell'anno solare. In concomitanza con l'assegnazione del premio, viene anche premiato l'allenatore serbo dell'anno.

## Albo d'oro

### Jugoslavia
- 1992 - Predrag Mijatović,  Partizan
- 1993 - Predrag Mijatović,  Partizan/ Valencia
- 1994 - non assegnato
- 1995 - Dejan Savićević,  Milan
- 1996 - non assegnato
- 1997 - non assegnato

- 1998 - Predrag Mijatović,  Real Madrid
- 1999 - Siniša Mihajlović,  Lazio
- 2000 - Mateja Kežman,  Partizan
- 2001 - non assegnato
- 2002 - non assegnato
- 2003 - Nikola Žigić,  Spartak Subotica/ Stella Rossa

### Serbia e Montenegro
- 2004 - non assegnato
- 2005 - Nemanja Vidić,  Spartak Mosca

### Serbia
- 2006 - Dejan Stanković,  Inter
- 2007 - Nikola Žigić,  Racing Santander/ Valencia
- 2008 - Nemanja Vidić,  Manchester United
- 2009 - Miloš Krasić,   CSKA Mosca
- 2010 - Dejan Stanković (2),  Inter
- 2011 - Aleksandar Kolarov,  Manchester City
- 2012 - Branislav Ivanović,  Chelsea
- 2013 - Branislav Ivanović (2),  Chelsea
- 2014 - Nemanja Matić,  Chelsea
- 2015 - Nemanja Matić (2), Chelsea
- 2016 - Dušan Tadić,  Southampton
- 2017 - Vladimir Stojković,  Partizan
- 2018 - Aleksandar Mitrović,  Fulham
- 2019 - Dušan Tadić (2),  Ajax
- 2020 - Non assegnato
- 2021 - Dušan Tadić (3),  Ajax
- 2022 - Aleksandar Mitrović (2),  Fulham
- 2023 - Aleksandar Mitrović (3),  Al Hilal
- 2024 - Dušan Vlahović,  Juventus